# Christiaan Johannes Addicks
Christiaan Johannes Addicks (Rotterdam, 6 juni 1871 – Zeist, 11 november 1962) was een Nederlandse kunstschilder, tekenaar, illustrator en boekbandontwerper.
Hij werkte in Reeuwijk van 1922 tot 1941, in Driebergen (Driebergen-Rijsenburg) en Zeist van 1941 tot 1962. Hij volgde een opleiding aan de Academie voor Beeldende Kunsten in Rotterdam op een avondcursus en behaalde daar de zilveren medaille voor tekenen; hij kreeg in 1896 gedurende drie jaar koninklijke subsidie. Aan dezelfde academie werd hij docent.
Hij tekende kinderboekillustraties onder anderen voor het door Karel van den Oever geschreven boek Perelierken en Ginneginnikken verschenen in 1906 bij uitgeverij Meindert Boogaerdt Jr. in Rotterdam, hij maakte ook ontwerpen voor boek- of stofomslagen, schilderde landschappen en stillevens.